# Tecution helenicola
Tecution helenicola is een spinnensoort uit de familie van de Cheiracanthiidae.
De wetenschappelijke naam van de soort werd in 1977 gepubliceerd door Pierre L.G. Benoit.